# Відеопокер
Відеопокер (англ. videopoker) — це тип азартних ігор, які відбуваються на гральних автоматах у гральних закладах або в режимі онлайн (із вебсайтів), а також за допомогою спеціального програмного забезпечення, що встановлюється на комп'ютері гравця.

## Опис гри
Відеопокер базується на популярній картковій грі покер. Гравець у відеопокері грає наодинці з комп'ютерною програмою. Відеопокер широко присутній у казино, як у традиційних гральних будинках, так і в інтернет-казино.
Мета гравця у відеопокері та ж, що і у традиційному покері — зібрати найбільш виграшну комбінацію з п'яти карт, що роздаються на початку гри. У відеопокері використовуються комбінації звичайного покеру.
В автомата для гри у відеопокер є екран і ряд кнопок. На екрані зображуються карти гравця, розмір ставки та поточна виграшна комбінація, якщо вона є. Кнопки розташовані під екраном і, як правило, мають постійне призначення, але воно може змінюватись залежно від конкретної моделі грального автомата. Дізнатися значення тих або інших клавіш можна за написами на них. Окрім цього, на корпусі ігрового автомата (зокрема в онлайн-казино) над екраном зазвичай розміщується таблиця виграшних комбінацій і розмірів виплат по них.

## Види гри
- десятки та старші (англ. 10`s Or Better)
- валети та старші (англ. Jacks Or Better)
- джокер-покер (англ. Joker Poker)
- мегаджекс (англ. Megajacks)
- тузи та картинки (англ. Aces And Faces)
- дикі двійки (англ. Deuces Wild)
- подвійний рояль (англ. 2 Ways Royal)
- 4-лінійний Aces And Faces (англ. 4-Line Aces And Faces)
- 4-лінійний Deuces Wild (англ. 4-Line Deuces Wild)
- 4-лінійний Jacks Or Better (англ. 4-Line Jacks Or Better)
- 10-лінійний Jacks Or Better (англ. 10-Line Jacks Or Better)
- 25-лінійний Aces and Faces (англ. 25-line aces and faces)
- 50-лінійний Jacks Or Better (англ. 50-Line Jacks Or Better)

Існує багато різновидів відеопокеру; вони можуть відрізнятися один від одного кількістю ліній (1, 3, 4, 5, 10, 25, 50, 100), участю в грі джокерів (Deuces Wild — дикі двійки, Joker Poker — Джокер-покер, Luisiana Poker — Луїзіана покер тощо), або тим, з якої комбінації починаються виграшні (Tens or Better — десятки та старші, Jacks or Better (JOB) — валети та старші), наявністю прогресивного джекпоту або яких-небудь інших бонусних виграшних комбінацій (Aces and Faces — тузи та картинки, Double Bonus) тощо.

## Правила гри

### Початок гри
Спочатку гравець вибирає розмір ставки. Це зазвичай робиться за допомогою клавіш зменшення (-) або збільшення (+) первинної ставки. Потім ігровий автомат "роздає" гравцеві п'ять карт, які зображуються на екрані (клавіша "Deal / Draw").

### Вибір карт
Гравець відзначає потрібні, на його думку, карти. Натиснувши на клавішу "Hold2" під картами, гравець залишає їх; решта карт буде замінена новими після повторного натиснення клавіші "Deal / Draw". Карти за один раунд дозволяється міняти тільки один раз.

### Виграш та подвоєння
Якщо в результаті заміни виходить виграшна комбінація, сума виграшу зараховується на рахунок гравця, а сама комбінація і розмір виграшу підсвічують в таблиці виграшів. Розмір виграшу залежить від комбінації та ставки, на яку велася гра.
Гравець може забрати виграні гроші (натиснути клавішу "Collect") або зіграти знову на виграну суму, щоб збільшити її удвічі (клавіша "Double Round").
Другий раунд на подвоєння відбувається таким чином: карти на екрані, окрім однієї, повернуті лицьовою стороною вниз. Необхідно вибрати із закритих карт ту, яка буде вища по значенню за відкриту. Якщо наступна карта, що відкривається, виявляється старшою, ставка гравця виграє, і сума грошей подвоюється. Якщо ж карта виявляється молодшою — гравець втрачає виграш. У випадку, якщо випадає така ж сама за значенням карта, оголошується нічия, і обидві сторони залишаються при своєму. Гравець може подвоювати кілька разів підряд.
Різні онлайн-казино можуть пропонувати різні варіанти гри на подвоєння. Тому не виключена ймовірність того, що в грі буде запропоновано вгадати колір масті закритої карти. А за бажанням збільшити виграш у 4 рази, потрібно вгадати ще й саму масть. Також гральні заклади можуть видозмінювати умови гри та, наприклад, в разі програшу позбавляти гравця виграних грошей лише на половину (Double-Half).

## Виграшні комбінації
Що стосується виграшних комбінацій, то у звичайному варіанті відеопокеру вони такі ж, як і в класичному покері.
У відеопокері існує дев'ять виграшних комбінацій:
- Роял Флеш, або Флеш-рояль (Royal Flush) — послідовність із п'яти старших карт (10, Валет, Дама, Король, Туз) однієї масті;
- Стріт Флеш (Straight Flush) — послідовність із п'яти карт однієї масті;
- Каре (Four of а Kind) — чотири карти одного рангу;
- Фулл-хаус (Full House) — три карти одного рангу плюс дві карти іншого рангу;
- Флеш (Flush) — п'ять карт однієї масті;
- Стріт (Straight) — п'ять послідовних карт;
- Трійка (Three of а Kind) — три карти одного рангу;
- Дві пари (Two Pairs) — дві карти одного рангу плюс дві карти іншого рангу;
- Пара (One Pair) — дві карти одного рангу: від валета і старші.

У деяких відеопокерах флеш-рояль буває двох видів:
- Хай-Флеш-рояль (High Royal Flush) — звичайний Royal Flush, тобто послідовність із п'яти старших карт (10, Валет, Пані, Король, Туз) однієї масті.
- Лоу-флеш-рояль (Low Royal Flush) — п'ять карт від 2 до 6 однієї масті.